# Park Narodowy Aspromonte
Park Narodowy Aspromonte – park narodowy utworzony 28 sierpnia 1989, znajdujący się na południu Włoch, w prowincji Reggio di Calabria, w regionie Kalabria. Park zajmuje powierzchnię około 645,5 km².

## Historia
W wielu miejscowościach na terenie parku do dziś można znaleźć ślady starożytnych cywilizacji zamieszkujących i przebywających na obszarze Aspromonte, między innymi dlatego, że rejony te należały przez pewien okres do Wielkiej Grecji. Wielu ludzi w dalszym ciągu posługuje się tu językiem griko.
W lasach i jaskiniach na obecnych terenach parku przez lata ukrywały się osoby mające problemy z prawem, jednym z nich był włoski gangster Giuseppe Musolino.

## Geografia

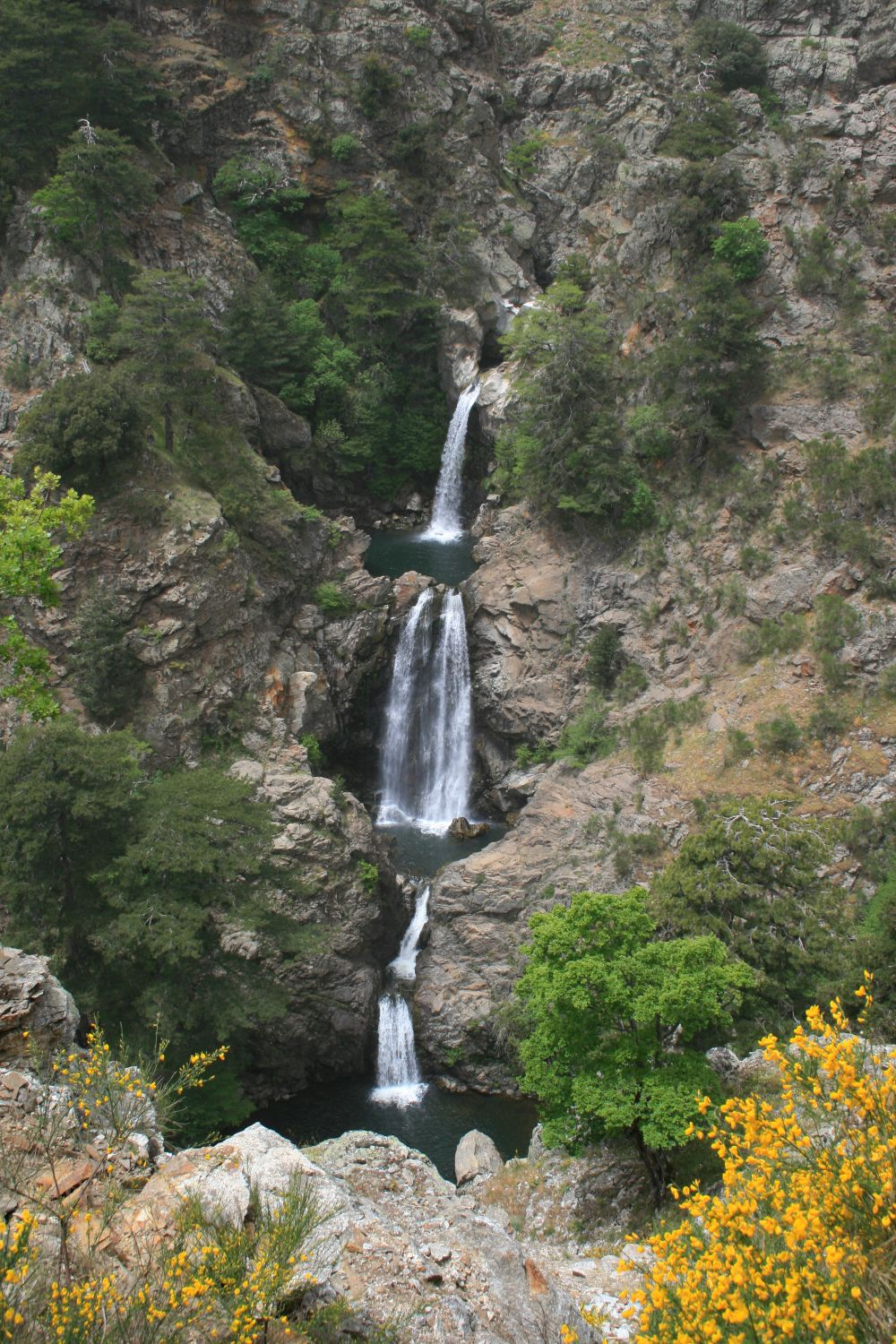
Wodospad Maesano

Park położony jest w południowej części Apeninów pomiędzy Morzem Tyrreńskim a Morzem Jońskim w masywie Aspromonte (biorąc od niego swoją nazwę) z najwyższym szczytem Mantalto (1956 m n.p.m.). Masyw Aspromonte zbudowany jest w większości ze skał metamorficznych. Park znajduje się w klimacie umiarkowanym z chłodnymi, śnieżnymi oraz deszczowymi zimami i wilgotnymi latami.
Park charakteryzuje się dużym nachyleniem terenu oraz licznymi strumieniami i potokami, które ostatecznie tworzą między innymi takie wodospady jak Forgiarelle i Maesano.
Park leży na obszarach gmin: Africo, Antonimina, Bagaladi, Bova, Bruzzano Zeffirio, Canolo, Cardeto, Careri, Ciminà, Cinquefrondi, Cittanova, Condofuri, Cosoleto, Delianuova, Gerace, Mammola, Molochio, Oppido Mamertina, Palizzi, Platì, Reggio Calabria, Roccaforte del Greco, Roghudi, Samo, San Giorgio Morgeto, San Lorenzo, San Luca, San Roberto, Sant’Agata del Bianco, Sant’Eufemia d’Aspromonte, Santa Cristina d’Aspromonte, Santo Stefano in Aspromonte, Scido, Scilla, Sinopoli, Staiti oraz Varapodio.

## Flora i fauna
Niższe partie parku porastają drzewa oliwne, cytrusowe oraz makia śródziemnomorska (w tym takie rośliny jak szczodrzeniec, chruścina jagodna, pistacja kleista, dąb ostrolistny czy mirt). Dodatkowo można wyróżnić obecność takich drzew jak kasztan, klon, jesion, dąb (w tym omszony i węgierski).
W dolinach można spotkać paproć Woodwardia radicans o wysokości sięgającej 2 m.
Park zamieszkuje wiele gatunków ptaków, w tym orzeł przedni, puchacz zwyczajny, gadożer zwyczajny, jastrząb zwyczajny, krogulec zwyczajny czy trzmielojad zwyczajny. Spośród ssaków można wyróżnić takie zwierzęta jak wilk szary, żbik europejski, koszatka leśna czy kuna leśna. W przypadku płazów i gadów można spotkać takie gatunki jak salamandra okularowa czy żółw grecki.